# 氏平競重
氏平 競重（うじひら たかしげ、1921年2月28日 - 2012年4月6日） は、岡山県久米郡久米町出身の実業家。尼崎信用金庫元理事長、元会長。元尼崎商工会議所会頭。

## 来歴・人物
1921年、岡山県久米郡久米町（現：津山市）で出生する。旧制閑谷中学（現：岡山県立和気閑谷高等学校）へ入学。1940年に卒業する。その後、法政大学へ進学し、1944年（昭和19年）法政大学経済学部を卒業する。しかしながら、第二次世界大戦で日本がアメリカと戦争を始めると、徐々に戦況が悪化し、大学卒業後、学徒動員で中国大陸へ出征する。そのまま、中国で敗戦を迎える。
終戦後、1947年（昭和22年）大蔵省（現：財務省）へ入省する。中国財務局金融検査官、金融課長補佐などを経て、1962年尼崎信用金庫へ転職する。副理事長を経て、1974年理事長に就任する。1992年から会長を務めた。2010年尼崎信用金庫を退任する。この間、1974年（昭和49年）浪速信用金庫を合併して尼崎浪速信用金庫とし、営業区域を大阪南部にまで拡大し、1989年（平成元年）に尼崎信用金庫へ社名を戻し、同信金を預金・融資量ともに1兆円を超える全国有数の信用金庫に育てた人物として知られている。
この間、尼崎商工会議所会頭を1985年から2009年まで務めたほか、1995年全国信用金庫協会副会長、近畿地区信用金庫協会会長となる。2012年（平成24年）4月6日、肺炎のため死去。享年91歳であった。